# Kevin Daniels

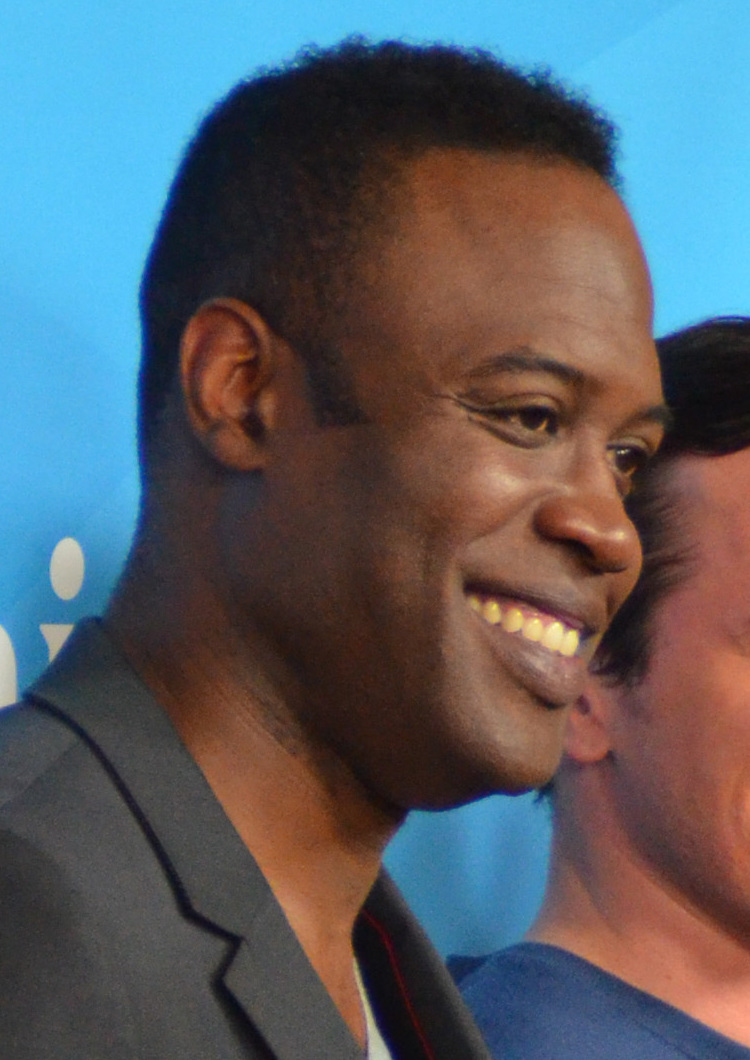
Kevin Daniels (2015)

Kevin Daniels (* 9. Dezember 1976 in San Diego, Kalifornien) ist ein US-amerikanischer Schauspieler und Synchronsprecher.

## Leben
Kevin Daniels studierte Schauspiel von 1994 bis 1998 an der Juilliard School in New York City.
Daniels’ Karriere begann 1998 mit der TV-Komödie Twelfth Night, or What You Will. 2004 spielte er den Feuerwehrmann „Don Miller“ im Action-Drama Im Feuer. Ab 2010 spielte er „Longinus“ in der Sitcom Modern Family.
2012 spielte er die Hauptrolle des Magic Johnson in dem Broadway-Stück Magic/Bird. Ab 2014 spielte er „Hank“ in der Serie Sirens. 2021 wirkte er als „Wayne Fontaine“ in der Dramedy-Serie Ein großer Sprung mit.
In Film und Fernsehen wirkte er in 100 Produktionen mit.

## Filmografie (Auswahl)
- 1998: Twelfth Night, or What You Will
- 2000–2001 Law & Order (Fernsehserie, 2 Folgen)
- 2001: Third Watch – Einsatz am Limit (Third Watch, Fernsehserie, 1 Folge)
- 2001: Kate & Leopold
- 2003: Hollywood Cops (Hollywood Homicide)
- 2004: Im Feuer (Ladder 49)
- 2004: Neurotica
- 2005: Briar & Graves
- 2005: Die Liebe stirbt nie (Their Eyes Were Watching God, TV-Film)
- 2005: Die Insel (The Island)
- 2006: Broken
- 2007: And Then Came Love
- 2007: I’m With Stupid
- 2008: Mercenary (Kurzfilm)
- 2010–2019: Modern Family (Fernsehserie, 12 Folgen)
- 2011: Dr. House (Fernsehserie, 1 Folge)
- 2011: Chuck (Fernsehserie, 1 Folge)
- 2013: Raze – Fight or Die (Raze)
- 2013: McCanick – Bis in den Tod (McCanick)
- 2014: The Mentalist (Fernsehserie, 1 Folge)
- 2014: Das Weihnachts-Chaos (One Christmas Eve)
- 2014–2015: Sirens (Fernsehserie, 23 Folgen)
- 2016: The Watcher
- 2016: Mom (Fernsehserie, 1 Folge)
- 2017: Atypical (Fernsehserie, 4 Folgen)
- 2017: Untitled Jenny Lumet Project
- 2017: Hawaii Five-0 (Fernsehserie, 1 Folge)
- 2017: Scorpion (Fernsehserie, 1 Folge)
- 2017: Alaska Is a Drag
- 2017: Famous in Love (Fernsehserie, 1 Folge)
- 2017: Trial & Error (Fernsehserie, 4 Folgen)
- 2017: Swing State
- 2017: Career Suicide: Arthur’s Edge (Kurzfilm)
- 2018: The Guest Book
- 2018: Coop and Cami Ask the World
- 2018: Champions (Fernsehserie, 1 Folge)
- 2018: Congo Cabaret (Kurzfilm)
- 2018: The California No
- 2018–2019: The Orville (Fernsehserie, 2 Folgen)
- 2019: Now Apocalypse (Fernsehserie, 4 Folgen)
- 2020: AJ and the Queen (Netflix-Serie, Staffel 1, Folge 7)
- 2021: Ein großer Sprung (The Big Leap, Fernsehserie, 11 Folgen)

- seit 2023 Will Trent als Franklin
- 2024: Not Another Church Movie

## Computerspiele (Auswahl)
- 2011: Call of Juarez: The Cartel (Stimme)
- 2011: Dead Island (Stimme)
- 2013: Dead Island Riptide (Stimme)
- 2015: Dying Light (Stimme)
- 2016: Mafia III (Stimme)